# Jan Chomętowski
Jan Chomętowski (Chomentowski) herbu Oksza (zm. po 1525 roku) – sędzia grodzki lwowski w latach 1520-1525, sędzia ziemski lwowski w latach 1518-1525.
Poseł na sejm piotrkowski 1523 roku z ziemi lwowskiej.